# 白毛卷柏
白毛卷柏（学名：Selaginella albociliata）为卷柏科卷柏属下的一个种。

## 扩展阅读
維基物種上的相關：白毛卷柏